# 矢崎化工
矢崎化工株式会社（やざきかこう）は、合成樹脂製品の製造を行う日本の会社。本社は静岡市駿河区にある。通称「ヤザキ」。社是は「自主創造」。ワイヤーハーネスなどの自動車電装機器や電線・生活環境機器のメーカーである矢崎総業グループとは別会社である。

## 沿革
- 1953年（昭和28年）8月 ‐ 矢崎芳實が資本金1千万円 本社を東京都港区、工場を静岡市（現本社･技術センター）にて創業
兄、矢崎貞美が社長を務める矢崎電線工業株式会社（現矢崎総業株式会社）の技術部長であった矢崎芳實が合成樹脂（プラスチック）製品の  開発から製造・販売まで一貫して手掛ける会社を設立
  - 11月 ‐ 大阪出張所を大阪市に開設（現大阪支店 大阪府高槻市）
  - 12月 ‐ 中西儀兵衛商店（現ブルーミング中西株式会社）のハンカチ容器として、全国のデパートにプラスチックケースでは初めて店頭進出
- 1954年（昭和29年）3月 ‐ プラスチック貯金箱を新規考案(特許番号446852・424633)。住友銀行へラッキー箱として大量納入。
- 1955年（昭和30年）
  - 5月 ‐ 資本金を2千万円に増資
  - 6月 ‐ 名古屋出張所を名古屋市に開設
  - 9月 ‐ 大阪工場を大阪市城東区に、東京工場を港区に新設
- 1956年（昭和31年）
  - 2月 ‐ 福岡出張所を福岡市に開設
  - 4月 ‐ 札幌出張所を札幌市に開設
- 1957年（昭和32年）2月 ‐ 広島出張所を広島市に開設、高松駐在所を高松市に開設
- 1958年（昭和33年）9月 ‐ 仙台出張所を仙台市に開設、豊田工場を愛知県豊田市に新設
- 1959年（昭和34年）5月 ‐ 太田工場を群馬県太田市に新設(東京工場を移転)、資本金を4千万円に増資
- 1961年（昭和36年）
  - 1月 ‐ 資本金を6千万円に増資
  - 9月 ‐ 大阪工場を大阪府高槻市に移転
  - 10月 ‐ 東京都板橋区に本社を移転
- 1965年（昭和40年）10月 ‐ 資本金を1億円に増資
- 1966年（昭和41年）
  - 1月 ‐ イレクターパイプの生産を開始
  - 4月 ‐ 南関東営業所を横浜市に開設、東関東営業所を太田市に開設
- 1967年（昭和42年）
  - 4月 - 静岡営業所を静岡市に開設
  - 11月 ‐ 美唄工場を北海道美唄市に新設
  - 12月 ‐ 福岡工場を福岡県嘉穂郡に新設
- 1968年（昭和43年）
  - 4月 ‐ イレクター製品の特約店システムを展開
  - 6月 ‐ 犬山工場を愛知県犬山市に新設(豊田工場を移転)
- 1972年（昭和47年）4月 ‐ 本社を静岡県静岡市に移転)
- 1973年（昭和48年）10月 ‐ 矢崎敦彦社長就任
- 1991年（平成3年）4月 ‐ アメリカ法人テキスチューブ社を傘下に収めクリフォーム(イレクター)を生産・販売
- 1996年（平成8年）1月 ‐ 太田工場が「ISO9002」(品質マネジメントシステム国際規格)を認証取得
- 1997年（平成9年）4月 ‐犬山工場と技術センターが「ISO9001」(品質マネジメントシステム国際規格)を認証取得
- 1998年（平成10年）9月 ‐本社・技術センター・静岡支店が「ISO14001」(環境マネジメントシステム国際規格)を認証取得
- 1999年（平成11年）10月 ‐ ドイツ ロッフェルデン市にクリフォームテクニック社をテキスチューブ社との共同出資設立 クリフォーム販売
- 2002年（平成14年）8月 ‐ クリフォームロジスティック社をテキスチューブ社の傘下に収める
- 2004年（平成16年）
  - 1月 ‐ テキスチューブ社の社名をクリフォーム社に変更
  - 4月 ‐大阪工場にて新生産ラインを稼働
  - 5月 ‐クリフォーム社はクリフォームロジスティック社を統合。ミシガンオフィスとして開設
- 2006年（平成18年）
  - 1月 ‐クリフォーム社（CREFORM Corporation）にてイレクターパイプ製造ライン（2号機）を増設
  - 6月 ‐タイ王国のクリフォーム販売協力会社よりクリフォーム販売部門を分離し、タイパトゥンタニ県にクリフォームヤザキタイランド社（CREFORM yazaki(THAILAND) CO., LTD.）を設立
- 2008年（平成20年）
  - 6月 ‐クリフォーム社（CREFORM Corporation）、ケンタッキー州ジョージタウン市（Georgetown）に事務所を開設
  - 8月 ‐社名の英語表記を「Yazaki Kako　Corporation」に変更
  - 9月 ‐クリフォームテクニーク社（CREFORM Technik GmbH）、バウナタル市（Baunatal)に社屋・工場を新設し移転
  - 12月 ‐クリフォームテクニーク社（CREFORM Technik GmbH）にてイレクターパイプ製造設備を新設。移転したクリフォームテクニーク社（CREFORM Technik GmbH）。
- 2014年（平成26年）8月 ‐クリフォーム社（CREFORM Corporation）、ノバイ市（Novi）にミシガンオフィス社屋を新設し移転
- 2015年（平成27年）5月 ‐取締役社長 矢崎敦彦が長年社業と並行して取り組んだ「行政相談委員」の活動が評価され『瑞宝双光章』を受章
- 2021年 (令和3年) 12月 矢崎基夫 社長就任

## 主な製品
- 福祉介護機器（シャワーキャリー、手すり、すのこ、たちあっぷなど）
手すり
たちあっぷ(置くだけ手すり)
シャワーいす
すのこ
- プラスチック製品
  - イレクター（表面を合成樹脂で覆った鋼管とジョイント部品。ホームセンターなどで入手可能であり、専用の接着剤で合成樹脂部分を溶着し組み合わせて使用する。）

バケツ
ポリテナー(輸送用コンテナ)
ポリ袋
電力計器箱
- 自動車内装部品
カウルサイド（運転席のアクセル側面、助手席の発煙筒置き部カバー）
スカッフ（車内に入るステップ部のカバー）
シートシールド（運転席の座席シート側面のカバー）
- 物流改善機器
イレクターを用いた現場改善機器
AGV（無人搬送車）
DPS(デジタルピッキングシステム)

## 主な取引先
物流改善機器
自動車メーカー、総合電機メーカー、情報通信機器メーカー、精密機器メーカー各社関連等、食品メーカー、各種流通小売業、ホテル、農機具メーカー、種苗メーカー、JA

福祉介護機器
医療福祉関連販売会社、福祉貸与取扱店

自動車内装部品
トヨタ自動車とその関連会社

プラスチック製品
ホームセンター、金物店、スーパー、量販店

海外の自動車メーカー関連
ゼネラルモーターズ、フォルクスワーゲン、ダイムラー、クライスラー、フォード・モーター、ポルシェ

航空関連
ボーイングとその関連会社